# برج اتریو
برج اتریو (به اسپانیایی: Torres Atrio) یک ساختمان در کلمبیا است که در بوگوتا واقع شده‌است.